# Austria (Schiff, 1939)

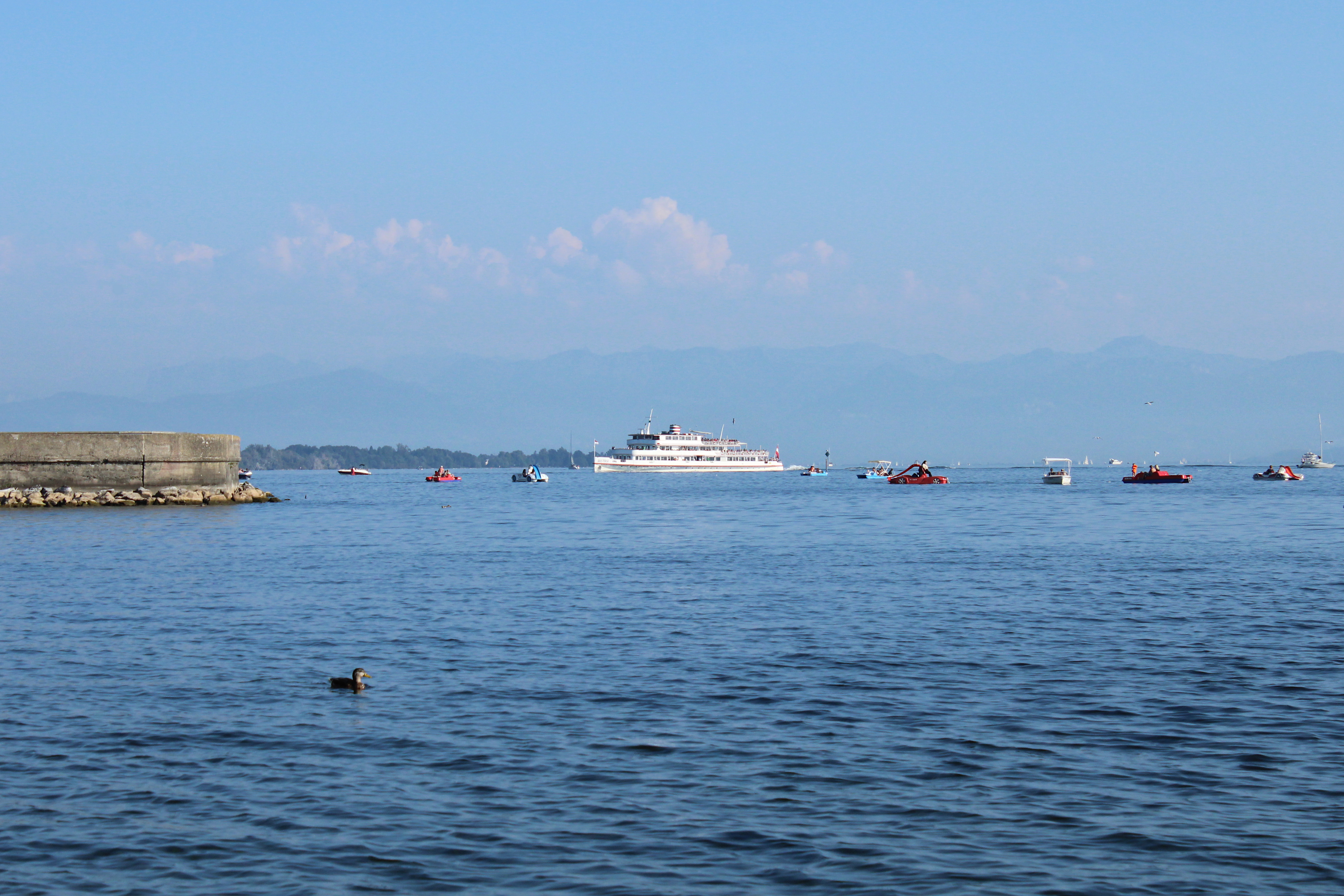
Die Austria läuft in den Friedrichshafener Hafen ein, September 2021

Das Dreideck-Motorschiff Austria ist ein österreichisches Passagierschiff auf dem Bodensee. Es wurde 1939 von der Deutschen Reichsbahn fertiggestellt und unter dem Namen Ostmark in Dienst gestellt, wegen des soeben begonnenen Zweiten Weltkriegs aber bis 1945 stillgelegt. Ab 1946 wurde die Austria zuerst von den Österreichischen Bundesbahnen (ÖBB) und seit 2006 von den Vorarlberg Lines-Bodenseeschifffahrt (VLB) für Kurs- und Sonderfahrten eingesetzt.

## Geschichte 1937 bis 1949
Die Österreichischen Bundesbahnen (damals mit BBÖ abgekürzt) eröffneten mit der 1928 in Dienst gestellten Oesterreich eine zehnjährige Neubauphase moderner und großer Motorschiffe auf dem Bodensee. Sie setzten dann auch den Schlusspunkt mit der 1937 geplanten und bei der Schiffswerft Korneuburg in Auftrag gegebenen Austria, der lateinischen Bezeichnung für Österreich. Das maritim wirkende Großmotorschiff (Länge: 59,85 Meter, Breite: 11,2 Meter, Zulassung für 1.200 Personen) ersetzte das Dampfschiff Dornbirn und setzte auf dem Bodensee neue Maßstäbe. Noch während der Vormontage erfolgte 1938 der Anschluss Österreichs an das Deutsche Reich. Die Deutsche Reichsbahn übernahm die BBÖ-Flotte als Sondervermögen und damit auch den Neubau, der unverändert weitergeführt wurde. Im Januar 1939 war die Kiellegung im Trockendock von Bregenz und am 15. August der Stapellauf.  Am 24. September, wenige Tage nach Kriegsbeginn, erfolgte die Fertigstellung, Abnahmefahrt und Taufe auf den Namen Ostmark, der NS-Bezeichnung für das österreichische Gebiet. 
Wegen der Treibstoffknappheit führte das strahlend-weiße Schiff nur noch zwei Fahrten durch und lag danach in den Häfen von Lindau und Bregenz an der Kette, zuletzt mit Tarnanstrich. Um den NS-Befehl zur Selbstversenkung der in Lindau und Bregenz liegenden Schiffe zu verhindern, plante und organisierte ein mutiger Vorstand der Reichsbahn in Zusammenarbeit mit Schweizer Behörden und Mannschaftsmitgliedern eine Nacht- und Nebelaktion vom 25. auf den 26. April 1945. Zusammen mit drei anderen Motorschiffen wurde die Ostmark von drei  Dampfschiffen nach Romanshorn und drei weiteren Schweizer Häfen geschleppt, dort schutzinterniert und im Mai unbeschädigt der französischen Besatzungsmacht übergeben, bevor sie am 29. Juli wieder in ihren Heimathafen Bregenz zurückkehren konnte. 
Im Winter 1945/46 wurde bei Instandsetzungsarbeiten die Tarnfarbe entfernt und im Frühjahr 1946 der ursprüngliche Namenszug Austria angebracht. Am 19. Mai konnte sie ihre erste Fahrt unter diesem Namen antreten. Es dauerte aber noch bis 1949, bis der Treibstoffmangel behoben war und sie im regulären Kursverkehr (jetzt unter ÖBB-Ägide) eingesetzt werden konnte – zehn Jahre nach der Fertigstellung.

## Geschichte seit 1949
Ihren verdienten Ruhm konnte die Austria konkurrenzlos vor allem in den 1950/60er Jahren genießen: als schnellstes Fahrgastschiff bei allen Wettfahrten um das Blaue Band des Bodensees, als beim Publikum wohl beliebtesten Schiff der Weißen Flotte und als vielbeschäftigtes und zuverlässiges Kurs- und Sonderschiff auf langen Strecken, z. B. Bregenz – Insel Mainau mit rund 45 Kilometer direkter Distanz bzw. 60 Kilometer Kursstrecke. Das Schiff wurde regelmäßig gewartet, überholt, dezent umgestaltet und modernisiert, so dass es bis heute, seine unverwechselbare Erscheinung als Flaggschiff der österreichischen Bodenseeflotte behielt. Seit 1999 (Außerdienststellung der Allgäu) ist die Austria nach der Zahl der zugelassenen Fahrgäste das größte Schiff auf dem Bodensee.

## Technik
Das nach Vorschriften des Germanischen Lloyd für die Klasse A/4 I „Bodensee“ gebaute Schiff fällt durch seine leistungsstarke Maschine auf. Bereits 1939 war es mit zwei Sulzer Sechszylinder-Viertakt-Dieselmotoren vom Typ 6 DDA 29 ausgerüstet, die durch ein Büchi-Gebläse aufgeladen wurden. So erzielte man eine Leistung von 1.270 PS. Bei der Neumotorisierung 1991 mit zwei Sulzer 6 S 20 Dieselmotoren wurde die Leistung auf 1.492 PS gesteigert. Die Höchstgeschwindigkeit erhöhte sich dadurch von 30 auf 32 km/h, ein Spitzenwert für ein Binnengewässer-Fahrgastschiff mit 458 t Verdrängung. Diese Geschwindigkeit erscheint bei einer Kursgeschwindigkeit von nur 22 km/h unverständlich, ist aber bei den österreichischen Schiffen traditionell und wird begründet mit den langen Strecken in Seemitte sowie dem Potential, um Verspätungen aufzuholen. Der Antrieb erfolgte von Beginn an über zwei Voith-Schneider-Propeller, aktuell mit fünf Blättern. Die heutige Austria ist mit Radar und GPS ausgerüstet.